# Harbin (bier)
Harbin (Vereenvoudigd Chinees: 哈尔滨啤酒; Traditioneel Chinees: 哈爾濱啤酒; pinyin: Hā'ěrbīn Píjiǔ) is een Chinees bier van lage gisting, gebrouwen in de Harbin Brewery.
Het bier wordt gebrouwen sinds de oprichting van de brouwerij in 1900 en was anno 2016 het achtste bestverkochte bier in de wereld. Een klein percentage van het bier wordt ook geëxporteerd naar Europa en Noord-Amerika waar het meestal te verkrijgen is in Chinese, Koreaanse of Aziatische supermarkten.

## Varianten
Er worden verscheidene blonde lagers gebrouwen met een alcoholpercentage dat varieert tussen 2,8% en 5,5%. Het bier wordt gebrouwen met mout van tweerijige gerst, Duitse gist en Europese en Qingdao Da Hua-hop.